# Константинос Георгиу Караманлис
Константинос Георгиу Караманлис (на гръцки: Κωνσταντίνος Γεώργιου Καραμανλής) е гръцки политик, министър-председател и президент на Гърция, лидер на дясната партия Нова демокрация.

## Биография
Караманлис е роден на 8 март 1907 година в сярското село Кюпкьой, днес Проти, област Централна Македония. Баща му Георгиос Караманлис е участник в Гръцката въоръжена пропаганда в Македония. Детството си прекарва в родното си село. Учи в Зиляхово (Неа Зихни) и Сяр (Серес). През 1929 г. завършва право в Атинския университет и започва адвокатска практика в Сяр. През 1935 г. е избран за депутат от Народната партия. След преврата на генерал Метаксас (4 август 1936) напуска депутатското си място в знак на протест и се завръща към адвокатската си практика.
През 1941 г. се установява в Атина, работи като адвокат. След германското нашествие в Гърция напуска страната и емигрира в Близкия изток (според гръцки източници в периода 1941 – 1944 е бил адвокат в Атина). Завръща се през 1944 г. и отново се включва в политическия живот на страната. В първите следвоенни избори (1946) отново е избран за депутат.
През 1951 г. дейно участва в опитите за създаване на коалиция, способна да се справи с кризата в гръцкия политически живот. Влиза в партията Гръцки сбор на Александрос Папагос. Жени се за Амалия Канелопулу. Няма деца.
След смъртта на Папагос (1955) съставя правителство и става министър-председател на Гърция. Същата година основава партията Национален радикален съюз (Εθνική Ριζοσπαστική Ενώση - Ε.Ρ.Ε.)
В периода 1956 – 1963 г. е министър-председател последователно три пъти, след предсрочните избори (1956, 1958, 1961). Едни от големите му успехи са извоюване на независимостта на Република Кипър (1959) и подписване на споразумение за кооптиране към ЕИО (юли 1961). През юни същата година подава оставка, поради разногласия с крал Павлос I. На изборите през ноември 1963 г. партията му губи и Караманлис напуска страната.
В периода 1963 – 1974 г. Караманлис живее в Париж, Франция. Наблюдава отблизо ставащото в Гърция. Осъжда остро военния преврат (1967), а след това и политиката на хунтата в свои политически послания (1969, 1973).
Завръща се в Гърция през юли 1974 г., след падането на хунтата. Октомври същата година основава партията Нова демокрация. На изборите през ноември 1974 г. партията печели мнозинство и Караманлис става министър-председател. Успехът е повторен и през 1977 г. В този период основната му политическа линия твърдо е ориентирана към създаването на обединена Европа. На 28 май 1979 г. Гърция се присъединява към Европейската общност.
На президентските избори през 1980 г. е избран за президент на Гърция. През 1985 г. се отказва от президентските си правомощия, след като партията му не го подкрепя за втори мандат. В периода 1985 – 1990 г. не участва в политическия живот на страната. Отново участва в президентските избори през 1990 г. Избран е за президент на страната. Изкарва целия си мандат.
Константинос Г. Караманлис умира в Атина на 23 април 1998 г. след кратко боледуване. В дългата си политическа кариера е избиран за президент (1980, 1990), министър-председател (1956, 1958, 1961, 1974, 1979), многократно е бил избиран за депутат (1935, 1946, 1951, 1953, 1974, 1979) и министър в различни правителства (1946, 1947, 1948, 1950, 1951).
Караманлис има големи заслуги за разведряването на обстановката на Балканите и по-специално за затоплянето на отношенията с България, която посещава неколкократно. Той поддържа приятелски отношения с Тодор Живков, въпреки идеологическите различия между двамата.

## Родословно дърво
|  |  |  |  |                                               |                                               |                                               |                                               |                                               |                                               |  |  | Георгиос Караманлис (1880 - 1932)            |                                      |                                      |                                      |                                      |                                      |  |  |                              |                              |                              |                              |                              |                              |  |  |  |  |  |  |  |  |  |  |  |  |  |  |  |  |  |  |  |  |  |  |  |  |
|  |  |  |  |                                               |                                               |                                               |                                               |                                               |                                               |  |  |                                              |                                      |                                      |                                      |                                      |                                      |  |  |                              |                              |                              |                              |                              |                              |  |  |  |  |  |  |  |  |  |  |  |  |  |  |  |  |  |  |  |  |  |  |  |  |
|  |  |  |  |                                               |                                               |                                               |                                               |                                               |                                               |  |  |                                              |                                      |                                      |                                      |                                      |                                      |  |  |                              |                              |                              |                              |                              |                              |  |  |  |  |  |  |  |  |  |  |  |  |  |  |  |  |  |  |  |  |  |  |  |  |
|  |  |  |  | Константинос Георгиу Караманлис (1907 - 1998) | Константинос Георгиу Караманлис (1907 - 1998) | Константинос Георгиу Караманлис (1907 - 1998) | Константинос Георгиу Караманлис (1907 - 1998) | Константинос Георгиу Караманлис (1907 - 1998) | Константинос Георгиу Караманлис (1907 - 1998) |  |  | Александрос Караманлис (1914 - 2005)         | Александрос Караманлис (1914 - 2005) | Александрос Караманлис (1914 - 2005) | Александрос Караманлис (1914 - 2005) | Александрос Караманлис (1914 - 2005) | Александрос Караманлис (1914 - 2005) |  |  | Ахилеас Караманлис (р. 1929) | Ахилеас Караманлис (р. 1929) | Ахилеас Караманлис (р. 1929) | Ахилеас Караманлис (р. 1929) | Ахилеас Караманлис (р. 1929) | Ахилеас Караманлис (р. 1929) |  |  |  |  |  |  |  |  |  |  |  |  |  |  |  |  |  |  |  |  |  |  |  |  |
|  |  |  |  | Константинос Георгиу Караманлис (1907 - 1998) | Константинос Георгиу Караманлис (1907 - 1998) | Константинос Георгиу Караманлис (1907 - 1998) | Константинос Георгиу Караманлис (1907 - 1998) | Константинос Георгиу Караманлис (1907 - 1998) | Константинос Георгиу Караманлис (1907 - 1998) |  |  | Александрос Караманлис (1914 - 2005)         | Александрос Караманлис (1914 - 2005) | Александрос Караманлис (1914 - 2005) | Александрос Караманлис (1914 - 2005) | Александрос Караманлис (1914 - 2005) | Александрос Караманлис (1914 - 2005) |  |  | Ахилеас Караманлис (р. 1929) | Ахилеас Караманлис (р. 1929) | Ахилеас Караманлис (р. 1929) | Ахилеас Караманлис (р. 1929) | Ахилеас Караманлис (р. 1929) | Ахилеас Караманлис (р. 1929) |  |  |  |  |  |  |  |  |  |  |  |  |  |  |  |  |  |  |  |  |  |  |  |  |
|  |  |  |  |                                               |                                               |                                               |                                               |                                               |                                               |  |  | Константинос Александру Караманлис (р. 1956) |                                      |                                      |                                      |                                      |                                      |  |  |                              |                              |                              |                              |                              |                              |  |  |  |  |  |  |  |  |  |  |  |  |  |  |  |  |  |  |  |  |  |  |  |  |